# Bicazu Ardelean, Neamț
Bicazu Ardelean este satul de reședință al comunei cu același nume din județul Neamț, Transilvania, România. Este unul dintre puținele sate ale județului aflate în teritoriul regiunii istorice Transilvania.
Include cătunul Țepeșeni (cunoscut în perioada Austro-Ungariei cu numele în limba maghiară Cepesekpataka).